# Warren megye (Észak-Karolina)
Warren megye az Amerikai Egyesült Államokban, azon belül Észak-Karolina államban található. Megyeszékhelye Warrenton, legnagyobb városa Norlina. Lakosainak száma 18 642 fő (2020. április 1.). Warren megye Brunswick, Northampton, Halifax, Nash, Franklin, Vance és Mecklenburg megyékkel határos.

## Népesség
A megye népességének változása:
| Lakosok száma | 20 927 | 20 917 | 20 582 | 20 575 | 20 155 | 18 642 |
|               | 2010   | 2011   | 2012   | 2013   | 2015   | 2020   |